# Alfred Cheetham
Alfred Cheetham (Liverpool, 6 mei 1867 - Noordzee, 22 augustus 1918) was een Brits ontdekkingsreiziger.

## Biografie
Cheetham werkte in zijn jeugd als visser op de Noordzee. Van 1901 tot 1904 nam hij deel aan de Discovery-expeditie naar Antarctica van Robert Falcon Scott. Tijdens de Nimrod-expeditie (1907-1909) werkte hij als bootsman op de Nimrod. Op zijn derde expeditie naar Antarctica, de Terra Nova-expeditie werkte hij opnieuw als bootsman. Hij was tevens derde stuurman. De taak van derde stuurman had hij ook op zijn laatste antarctische expeditie, de Endurance-expeditie. Voor zijn verdiensten op Antarctica ontving hij postuum de Polar Medal.
Tijdens de Eerste Wereldoorlog werkte Cheetham als tweede stuurman op de SS Prunelle. Toen het schip op 22 augustus 1918 werd getorpedeerd door een Duitse U-boot verdronk Cheetham samen met de rest van de bemanning in de Noordzee. Hij werd 51 jaar.